# Спарта (Північна Кароліна)
Спарта (англ. Sparta) — місто (англ. town) в США, в окрузі Аллегені штату Північна Кароліна. Населення — 1834 особи (2020).

## Географія
Спарта розташована за координатами 36°30′11″ пн. ш. 81°7′21″ зх. д. / 36.50306° пн. ш. 81.12250° зх. д. (36.503003, -81.122593).  За даними Бюро перепису населення США в 2010 році місто мало площу 6,23 км², з яких 6,21 км² — суходіл та 0,02 км² — водойми.

## Демографія
Згідно з переписом 2010 року, у місті мешкало 1770 осіб у 783 домогосподарствах у складі 428 родин. Густота населення становила 284 особи/км².  Було 966 помешкань (155/км²).
Расовий склад населення:
| - 85,5 % — білих - 2,7 % — чорних або афроамериканців - 1,0 % — корінних американців - 1,0 % — азіатів - 0,2 % — вихідців з тихоокеанських островів - 8,2 % — осіб інших рас |

До двох чи більше рас належало 1,5 %. Частка іспаномовних становила 14,7 % від усіх жителів.
За віковим діапазоном населення розподілялося таким чином: 21,2 % — особи молодші 18 років, 55,0 % — особи у віці 18—64 років, 23,8 % — особи у віці 65 років та старші. Медіана віку мешканця становила 43,3 року. На 100 осіб жіночої статі у місті припадало 86,1 чоловіків;  на 100 жінок у віці від 18 років та старших — 83,8 чоловіків також старших 18 років.
Середній дохід на одне домашнє господарство  становив 34 178 доларів США (медіана — 21 339), а середній дохід на одну сім'ю — 42 848 доларів (медіана — 29 861). Медіана доходів становила 26 422 долари для чоловіків та 26 635 доларів для жінок. За межею бідності перебувало 34,4 % осіб, у тому числі 59,9 % дітей у віці до 18 років та 19,1 % осіб у віці 65 років та старших.
Цивільне працевлаштоване населення становило 670 осіб. Основні галузі зайнятості: освіта, охорона здоров'я та соціальна допомога — 24,2 %, будівництво — 16,3 %, роздрібна торгівля — 14,8 %.